# Fotometría (óptica)
La fotometría es la ciencia que se encarga de la medida de la luz, como el brillo percibido por el ojo humano. Es decir, estudia la capacidad que tiene la radiación electromagnética de estimular el sistema visual. No debe confundirse con la Radiometría, encargada de la medida de la luz en términos de potencia absoluta.

## El ojo humano y la Fotometría

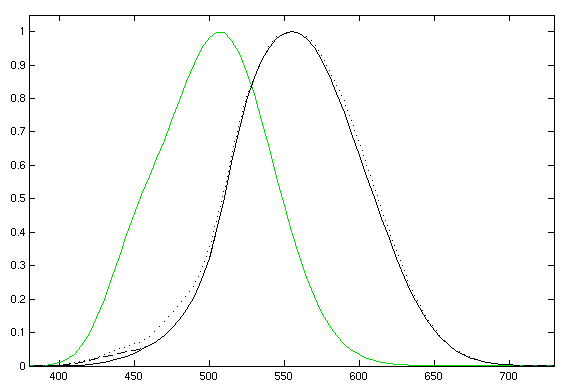
Función de luminosidad fotópica (negro) y función de luminosidad escotópica (verde). La fotópica incluye la función CIE 1931 estándar (sólida), la modificación de Judd-Vos de 1978 (línea de guiones), y los datos de Sharpe, Stockman, Jagla & Jägle de 2005 (línea de puntos). Muestra la sensibilidad relativa del ojo a las diferentes longitudes de onda. El eje horizontal es la longitud de onda en nanómetros.

El ojo humano no tiene la misma sensibilidad para todas las longitudes de onda que forman el espectro visible. La Fotometría introduce este hecho ponderando las diferentes magnitudes radiométricas medidas para cada longitud de onda por un factor que representa la sensibilidad del ojo para esa longitud. La función que introduce estos pesos se denomina función de luminosidad o función de eficiencia luminosa relativa de un ojo modelo, que se suele denotar como {\displaystyle \scriptstyle {V_{\lambda }}}, {\displaystyle \scriptstyle {V(\lambda )}} o {\displaystyle \scriptstyle {{\bar {y}}(\lambda )}} (este modelo u observador estándar es muy similar a los de la colorimetría). Esta función es diferente dependiendo de que el ojo se encuentre adaptado a condiciones de buena iluminación (visión fotópica) o de mala (visión escotópica). Así, en condiciones fotópicas, la curva alcanza su pico para 555 nm, mientras que en condiciones escotópicas lo hace para 507 nm.

## Relación con la Radiometría
Considérese, por ejemplo, la magnitud radiométrica de la energía radiante, {\displaystyle \scriptstyle {Q_{e}}}, que describe la energía total medida por un detector "físico" ante la presencia de radiación electromagnética. Interesa obtener una medida de la cantidad de luz que sería percibida por un ojo humano, independientemente de la cantidad de energía que lleve asociada: cantidad de luz, {\displaystyle \scriptstyle {Q_{V}}}. Para ello, habría que conocer la energía radiante correspondiente a cada longitud de onda, multiplicar por los valores correspondientes de la función de luminosidad e integrar a todas las longitudes de onda:
{\displaystyle Q_{V}=K\int _{visible}^{\ }Q_{E}(\lambda )V(\lambda )\,d\lambda }
La energía radiante espectral, {\displaystyle \scriptstyle {Q_{E}(\lambda )}}, se mide en el SI en unidades de J/m. En cambio, {\displaystyle \scriptstyle {Q_{V}}} se mide en lm·s. La constante K toma el valor de 683 lm/W en condiciones fotópicas y de 1700 lm/W para condiciones escotópicas.

### Eficacia luminosa
La eficacia luminosa de una radiación se define como el cociente entre una magnitud fotométrica, por ejemplo {\displaystyle \scriptstyle {Q_{V}}}, y la correspondiente magnitud radiométrica, en este caso {\displaystyle \scriptstyle {Q_{E}}}. Así:
{\displaystyle K_{r}={\frac {Q_{V}}{Q_{E}}}=K{\frac {\int _{visible}^{\ }Q_{E}(\lambda )V(\lambda )\,d\lambda }{\int _{0}^{\infty \ }\ Q_{E}(\lambda )\,d\lambda }}\left({\frac {lm}{W}}\right)}
Por ejemplo, la eficacia luminosa de un láser infrarrojo sería igual a 0 lm/W, mientras que la de luz monocromática a 555 nm sería de 683 lm/W (para este caso, {\displaystyle \scriptstyle {K_{r}=K}}).

## Principales magnitudes fotométricas
La siguiente tabla recoge las principales magnitudes fotométricas y su unidad de medida:
| Magnitud                          | Símbolo | Unidad                     | Símbolo | Notas                                                                  |
| --------------------------------- | ------- | -------------------------- | ------- | ---------------------------------------------------------------------- |
| Energía lumínica                  | Qv      | lumen segundo              | lm·s    | A veces se usa la denominación talbot, ajena al Sistema Internacional. |
| Flujo luminoso                    | Φv, F   | lumen (= cd·sr)            | lm      | Medida de la potencia luminosa.                                        |
| Intensidad luminosa               | Iv      | candela (= lm/sr)          | cd      | Es una medida de la intensidad luminosa.                               |
| Luminancia                        | Lv      | candela por metro cuadrado | cd/m2   | A veces se usa la denominación nit, ajena al Sistema Internacional.    |
| Iluminancia                       | Ev      | lux (= lm/m2)              | lx      | Usado para medir la incidencia de la luz sobre una superficie.         |
| Emitancia luminosa                | Mv      | lux (= lm/m2)              | lx      | Usado para medir la luz emitida por una superficie.                    |
| Exposición luminosa               | Hv      | lux segundo                | lx·s    | Iluminancia integrada en el tiempo.                                    |
| Eficacia luminosa de la radiación | K       | lumen por vatio            | lm/W    | Razón entre flujo luminoso y flujo radiante.                           |
| Eficacia luminosa de una fuente   | η       | lumen por vatio            | lm/W    | Razón entre flujo luminoso y potencia eléctrica consumida.             |

La candela es una unidad básica del SI. Las restantes unidades fotométricas se pueden derivar de unidades básicas.